# 9
سنة 9 م كانت سنة بسيطة تبدأ يوم الثلاثاء (الرابط يظهر نموذج التقويم الكامل للسنة) من التقويم اليولياني. بدأت تسمية السنة ب9 منذ العصور الوسطى المبكرة، عندما أصبح تقويم أنو دوميني هو الأسلوب السائد في أوروبا لتسمية السنوات.

## أحداث
- 10 يوليو - وانغ مانغ يؤسس أسرة شين التي لم تدم طويلا في الصين (حتى سنة 25م)
- تم تحديد نهر الراين كحدود بين الناطقين بالألمانية والناطقين باللاتينية بعد هزيمة الجيش الروماني تحت قيادة فاروس في معركة غابة تويتوبورغ

## مواليد
- 17 نوفمبر - فسبازيان : إمبراطور روماني (توفي في 79م)

## وفيات
- بوبليوس كوينكتيليوس فاروس : قائد روماني قتل في معركة غابة تويتوبورغ وقيل أنه إنتحر (ولد 46 ق م)